# Matthieu Maheust de Vaucouleurs
Mathieu Maheust, sieur de Vaucouleurs, né le 5 octobre 1630 à Caen où il est mort le 2 avril 1700, est un médecin français.
Titulaire d’un doctorat en médecine de l’université de Reims, Maheust occupait une chaire de professeur en médecine à l’université de Caen. Assidu à la pratique et à l’enseignement de la médecine cette science, il était également attentif aux nouvelles découvertes dans sa spécialité effectuées grâce à l’observation empirique. Lui-même se confirmait dans ces connaissances par sa propre expérience, ce qui lui valut d’être admis à l’Académie de physique de Caen aux côtés de Graindorge et Huet.
Il  a donné un échantillon de son savoir dans la dissertation qu’il a faite sur le lait, et laissé quelques traités sur les aphorismes d’Hippocrate, et des thèses savantes et curieuses, qu’il avait composées pour ses disciples.
Sa santé ayant commencé à décliner la dernière année de sa vie, il mourut subitement, âgé de soixante-neuf ans.

## Sources
- Pierre-Daniel Huet, Les origines de la ville de Caen, revues, corrigées & augmentées, Rouen, Maurry, 1706.